# 妥甸镇
妥甸镇，是中华人民共和国云南省楚雄彝族自治州双柏县下辖的一个乡镇级行政单位。

## 行政区划
妥甸镇下辖以下地区：
东城社区、西城社区、桂花井村、箐口村、小村、大敌鲁村、麦地新村、丫口村、罗少村、和平村、九石村、新会村、羊桥村、马脚塘村、马龙村、中山村、窝碑村和格邑村。